# Алексеевский (Новохопёрский район)
Алексеевский — посёлок в Новохопёрском районе Воронежской области России. Входит в состав Коленовского сельского поселения.

## География
Посёлок расположен на берегу притока реки Елань.

### Климат
Климат посёлка   характеризуется как умеренно-континентальный. Лето жаркое, засушливое, зима не очень холодная. Снежный покров довольно устойчивый. В среднем температура воздуха за год составляет +5,5°С. Максимальная достоверная зафиксированная плюсовая температура достигает +40°С, минимальная -37°С. За год выпадает от 450 до 500 мм осадков, больше половины летом. Снежный покров держится до 120 дней, средняя высота 21 см. 

## Население
| 2010 |
| ---- |
| 22   |

## Инфраструктура
Личное подсобное хозяйство с зоной сельскохозяйственного использования, индивидуальная застройка усадебного типа.

## Транспорт
Доступен автотранспортом. 